# Burn-out (motorfiets)

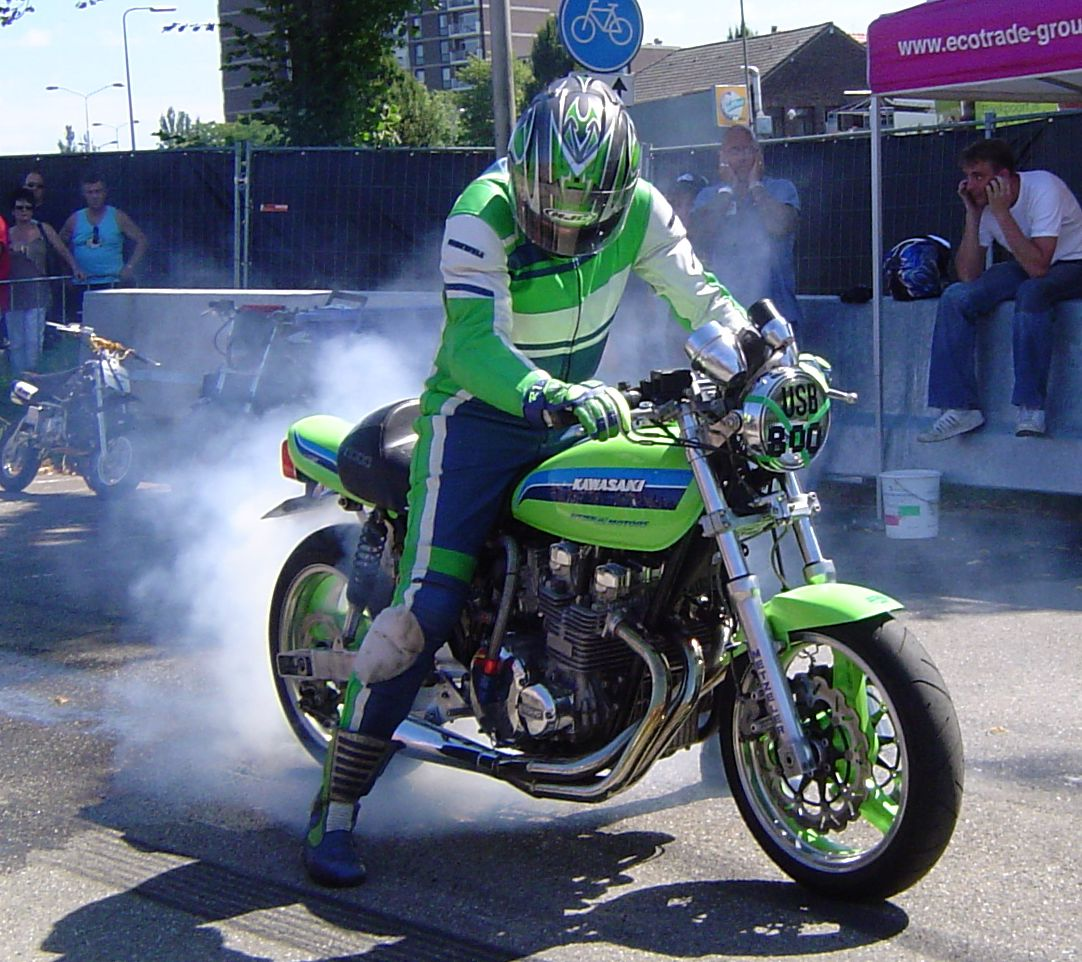
Burnout van een dragrace-motor. Om meer rook te ontwikkelen wordt deze in een waterplas gemaakt.

Een burnout is een manier om de achterband van een sprint- of dragrace-motor of -auto op te warmen.
Bij motorfietsen wordt de voorrem vastgehouden en de achterband spint tot de juiste temperatuur is bereikt.
Bij sommige auto's is het ook mogelijk de voorwielen apart te beremmen. Als dit niet mogelijk is, wordt een rolling burnout gemaakt.
Burnouts worden tegenwoordig ook als wedstrijd op zich beschouwd. Ze worden soms gedaan tijdens een motortreffen of op de openbare weg. Zie ook rolling burnout en Annual Burn Out Championship.